# Saratoga (Californie)
Pour les articles homonymes, voir Saratoga.
Saratoga est une ville de  Californie dans le comté de Santa Clara dans la région de la baie de San Francisco. Saratoga a été incorporée le 22 octobre 1956.
La liste de parcs et jardins recense Hakone Gardens (en), à Saratoga.

## Démographie
| Groupe            | Saratoga | Californie | États-Unis |
| ----------------- | -------- | ---------- | ---------- |
| Blancs            | 53,9     | 57,6       | 72,4       |
| Asiatiques        | 41,4     | 13,1       | 4,8        |
| Métis             | 3,6      | 4,9        | 2,9        |
| Autres            | 0,7      | 17,0       | 6,2        |
| Afro-Américains   | 0,3      | 6,2        | 12,6       |
| Amérindiens       | 0,1      | 1,0        | 0,9        |
| Océaniens         | 0,1      | 0,4        | 0,2        |
| Total             | 100      | 100        | 100        |
|                   |          |            |            |
| Latino-Américains | 3,5      | 37,6       | 16,7       |

| 1880 | 1960   | 1970   | 1980   | 1990   | 2000   |
| ---- | ------ | ------ | ------ | ------ | ------ |
| 297  | 14 861 | 26 810 | 29 261 | 28 061 | 29 843 |

| 2010   | - | - | - | - | - |
| ------ | - | - | - | - | - |
| 29 926 | - | - | - | - | - |

## Jumelages
Mukō (Japon)

## Personnes liées à Saratoga
- Lance Guest (né en 1960), acteur.
- Mark Suciu (né en 1992), skater.
- Niko Tsakiris (né en 2005), footballeur.